# Jerzy Szacki (duchowny)
Jerzy Szacki (ur. 26 kwietnia 1884 w Połominie, zm. 3 września 1957 w Stanach Zjednoczonych) – polski duchowny rzymskokatolicki, proboszcz Wojska Polskiego II RP.

## Życiorys
Urodził się 26 kwietnia 1884 w Połominie. Święcenia kapłańskie otrzymał w 1910. Po odzyskaniu przez Polskę niepodległości został przyjęty do służby duszpasterskiej Wojska Polskiego. Służył jako kapelan wojskowy podczas wojny polsko-bolszewickiej. Został awansowany do stopnia kapelana (odpowiednik kapitana) ze starszeństwem z 1 czerwca 1919. W 1923 pełnił funkcję kapelana garnizonu Inowrocław. W 1924 był szefem Kierownictwa Rejonu Duszpasterstwa w Równem i jednocześnie był kapelanem garnizonu Równe-Sarny. W 1928 pozostawał szefem KRD w Równem i sprawował stanowisko proboszcza tamtejszej parafii. Został awansowany do stopnia starszego kapelana (odpowiednik majora) ze starszeństwem z 1 stycznia 1931. W 1932 był administratorem parafii garnizonowej Marynarki Wojennej św. Michała w Gdyni-Oksywiu. Od stycznia 1934 do 1939 był administratorem parafii wojskowej w Bydgoszczy. Na stopień proboszcza został awansowany ze starszeństwem z 19 marca 1939 i 3. lokatą w duchowieństwie wojskowym wyznania rzymskokatolickiego. Był także rektorem kościoła św. Jerzego w Bydgoszczy.
W kampanii wrześniowej dostał się do niemieckiej niewoli . Przebywał w kolejnych obozach jenieckich: XI B Braunschweig, Oflag IV B Königstein (od 5 października 1939) i Oflag IX C Rottenburg (od 9 grudnia 1939), a następnie obozach koncentracyjnych: Buchenwald (od 18 kwietnia 1940) i Dachau (od 7 lipca 1942) . 29 kwietnia 1945 został wyzwolony .
Zmarł 3 września 1957 w Stanach Zjednoczonych .

## Ordery i odznaczenia
- Krzyż Kawalerski Orderu Odrodzenia Polski – 2 maja 1923[16][14][17]
- Krzyż Walecznych[14]